# Mieczysław Kościelniak

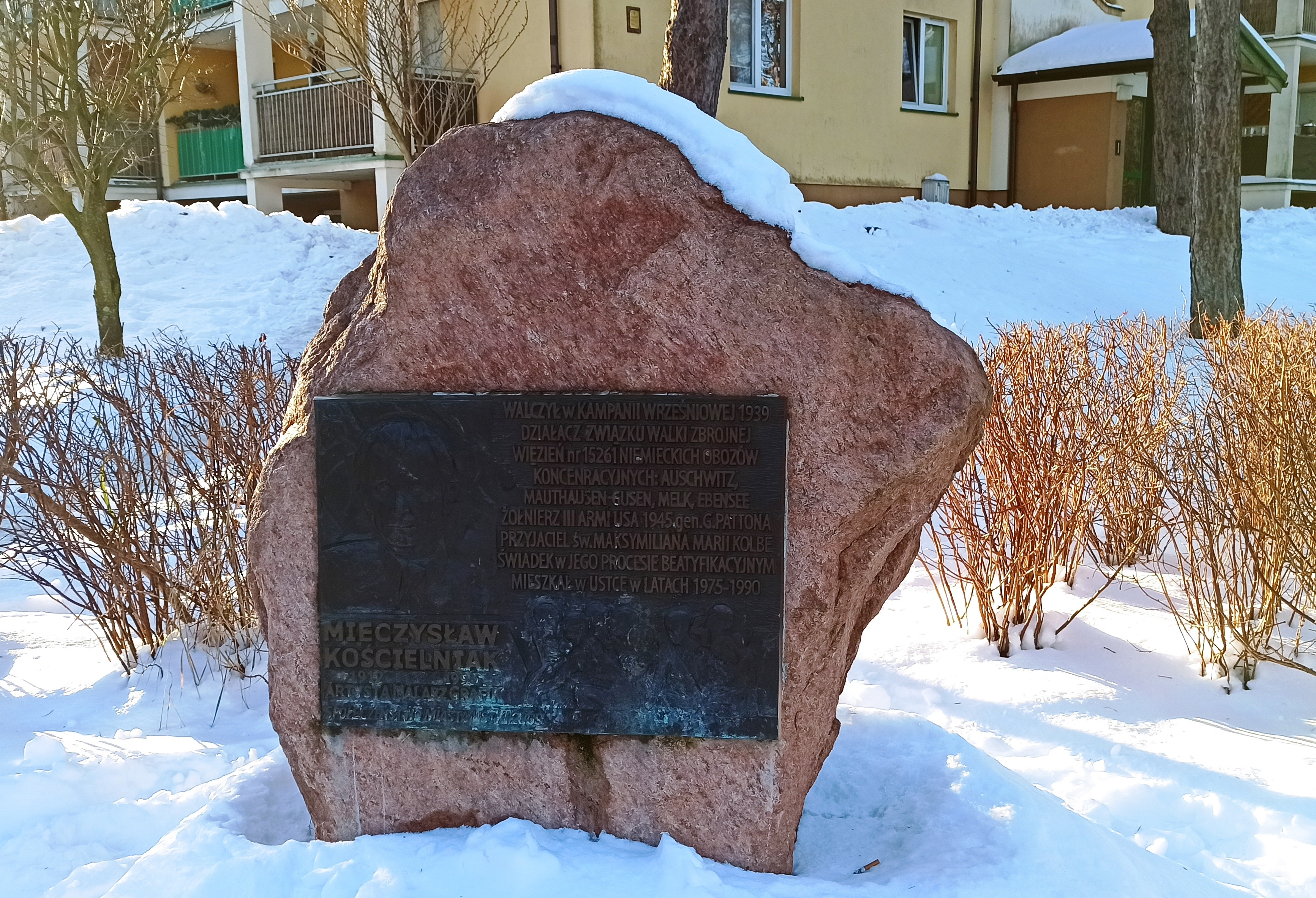
Tablica pamiątkowa w Ustce, 2009 (2021)

Mieczysław Kościelniak (ur. 29 stycznia 1912 w Kaliszu, zm. 5 marca 1993 w Słupsku) – polski malarz i rysownik, członek honorowy PEN Clubu; uprawiał malarstwo, rysunek, grafikę warsztatową, ilustrację książkową. 

## Życiorys
Urodził się w kolejarskiej rodzinie Tadeusza i Agnieszki z Siarkiewiczów, jako jedno z ośmiorga dzieci, brat m.in. Władysława i Tadeusza. Ukończył Gimnazjum Humanistyczne im. Adama Asnyka w Kaliszu, następnie odbył studia w Akademii Sztuk Pięknych w Krakowie, w pracowni Józefa Mehoffera (dyplom w 1936).
Brał czynny udział w kampanii wrześniowej 1939, m.in. w bitwie nad Bzurą w szeregach 70 Pułku Piechoty.
W 1941 został aresztowany w Kaliszu i osadzony w obozie koncentracyjnym Auschwitz-Birkenau (numer obozowy 15261). W czasie pobytu w obozie potajemnie narysował ok. 300 rysunków dokumentujących życie codzienne więźniów; rysunki te znajdują się w zbiorach Państwowego Muzeum Auschwitz-Birkenau w Oświęcimiu. W 1945 został wraz z innymi więźniami ewakuowany do obozów koncentracyjnych Mauthausen, potem Melku i Ebensse. Wyzwolony przez armię amerykańską pozostał przez kilka miesięcy w jej szeregach.
Po 1945 zamieszkał w Warszawie. W 1946 oddelegowany został przez Ministerstwo Kultury i Sztuki do Oświęcimia do Muzeum tworzonego w miejscu obozu śmierci.
Był współtwórcą i członkiem zarządu Związku Polskich Artystów Plastyków, członkiem Stowarzyszenia Kultury Europejskiej (1980), został honorowym członkiem Pen–Clubu. Współpracował jako ilustrator, rysownik, dziennikarz z różnymi wydawnictwami i czasopismami, m.in. ze „Światem Młodych”, „Młodym Technikiem”, a także z Państwowym Zakładem Wydawnictw Szkolnych, Książką i Wiedzą oraz Instytutem Wydawniczym „Nasza Księgarnia”. W 1985 przeprowadził się do Ustki, a następnie w 1989 do Słupska. 
Prace Kościelniaka znajdują się m.in. w zbiorach Muzeum Okręgowego Ziemi Kaliskiej w Kaliszu. 
Został pochowany na cmentarzu komunalnym w Ustce (sektor V-17-13). 

## Ordery i odznaczenia
- Złoty Krzyż Zasługi (1955)
- Medal 10-lecia Polski Ludowej (19 stycznia 1955)[3]
- Medal Komisji Edukacji Narodowej (1975)
- Medal w Służbie Polskiej Oświaty

## Nagrody[1]
- tytuł Honorowego Obywatela Miasta Kalisza (1981)
- Nagroda Brata Alberta (1982)
- Nagrody Miasta Kalisza (1989)
- Nagroda Wojewody Słupskiego za szczególne osiągnięcia w rozwoju i upowszechnianiu kultury w województwie słupskim (1989, 1992).

## Upamiętnienie
Jego imię nosi jedna z ulic Ustki.
Radni Miasta Kalisza uchwalili rok 2023 Rokiem Braci Kościelniaków - Tadeusza, Mieczysława i Władysława.